# Desigualdade de riqueza nos Estados Unidos

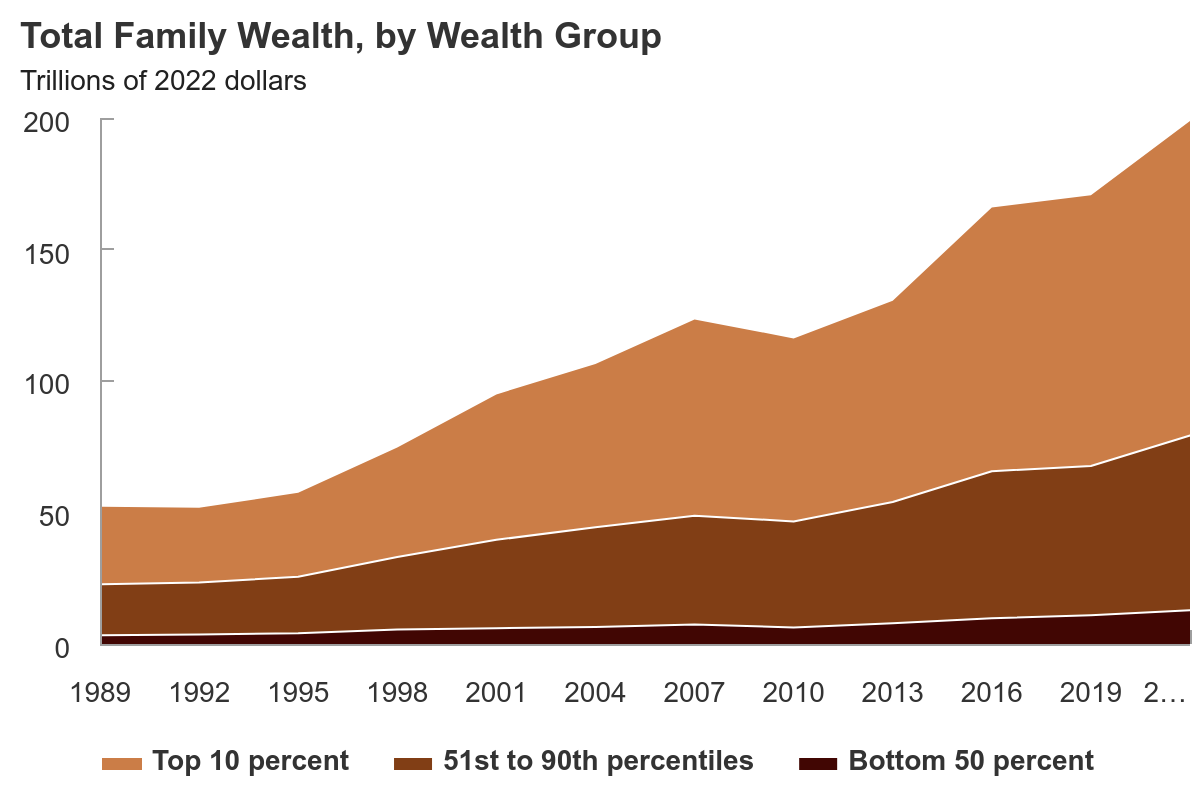
Participações da riqueza familiar de 1989 para 2013. O top 10% das famílias detinha 76% da riqueza em 2013, enquanto 50% das famílias (na parte de baixo), detinha 1%. A desigualdade agravou-se a partir de 1989 para 2013.

Desigualdade de riqueza nos Estados Unidos (wealth inequality, em inglês) é a distribuição desigual de bens entre os residentes dos Estados Unidos. Riqueza inclui os valores das casas, automóveis, valor pessoal, negócios, poupanças e investimentos. O valor líquido das famílias dos EUA e organizações sem fins lucrativos foi de us 94,7 trilhões de dólares no primeiro trimestre de 2017, um nível recorde, tanto em termos nominais e de paridade de poder de compra. Dividido igualmente entre 124 milhões de famílias, isso seria de 760 000 dólares por família. No entanto, o 50% inferior das famílias, o que representa 62 milhões de domicílios, possui em média 11 000 dólares de patrimônio líquido.
Pouco antes do Discurso do Estado da União  do presidente Obama, em 2014, a mídia
informou que o  1% mais rico possui 40% da riqueza da nação; o 80% mais pobre possui 7%. Do mesmo modo, mas mais tarde, a mídia informou que o " 1% mais rico nos Estados Unidos agora detinham mais renda do que os 90 por cento inferior". A diferença entre o 10% mais rico e a classe média é de mais de 1000%.  E aumenta mais 1000% para o 1%. O trabalhador médio "tem de trabalhar mais de um mês para ganhar o que o CEO ganha em uma hora." Embora diferente da desigualdade de renda, os dois estão relacionados. Na Desigualdade para Todos, um documentário de 2013 com Robert Reich, em que ele defende que a desigualdade de renda é a grande questão para os Estados Unidos, Reich afirma que 95% dos ganhos econômicos foram para o topo 1% em patrimônio líquido desde 2009, quando a recuperação da crise econômica supostamente iniciou. Mais recentemente, em 2017, um estudo da Oxfam descobriu que oito pessoas ricas, seis americanos, são donos de tanta riqueza combinada como metade da raça humana.
Um estudo de 2011 constatou que cidadãos americanos de todo o espectro político drasticamente subestimam a atual desigualdade de renda americana e preferem muito mais uma distribuição de riqueza igualitária.
A riqueza não é, geralmente, utilizada para despesas diárias ou consignadas no orçamento doméstico, mas combinada com a renda é composta a família do total oportunidade para garantir uma desejado estatura e padrão de vida, ou passar o seu status de classe junto às crianças. Além disso, a riqueza proporciona, tanto de curto e longo prazo a segurança financeira, confere prestígio social, e contribui para o poder político, e pode ser usado para produzir mais riqueza. por isso, possui uma riqueza psicológica elemento que dá às pessoas a sensação de agência, ou a capacidade de agir. A acumulação de riqueza garante mais opções e elimina as restrições sobre como se pode viver a vida. Dennis Gilbert afirma que o padrão de vida do trabalho e das classes médias, é dependente da renda e dos salários, enquanto os ricos tendem a confiar na riqueza, distinguindo-os da grande maioria dos norte-Americanos. em setembro de 2014 estudo realizado pela Escola de Negócios de Harvard declarou que a crescente disparidade entre os muito ricos e os mais baixa e de classe média não é mais sustentável.